# 姜炯奉
姜炯奉（강형봉，1957年5月20日—），北韓政府官员，任職平安南道人民委員會委員長、朝鮮勞動黨中央委員會中央委員和最高人民會議代議員。

## 生平
外間對於姜炯奉的事跡所知不多。2007年，他被任命為煤炭工業部部長。兩年後，又被委任為一煤礦公司的經理人。2010年，入選為黨中央委員會的委員名單。翌年12月，最高領導人金正日離世，姜炯奉被繼任人金正恩列入治喪委員會的成員。2012年12月，姜炯奉出任平安南道人民委員會委員長一職。2014年3月，他在當屆的最高人民會議選舉中首度當選為代議員。

## 資料來源
1. 1 2 3  .   [2014-03-30]. （原始内容存档于2019-12-01）.
2. ↑  "김정일 국방위원장 사망 "특급열차서 과로로" 정부 '비상체제'...이명박 대통령 모든 일정 취소" （页面存档备份，存于） 《Ohmynews》 2012 7 16